# Marais du Cotentin et du Bessin - Baie des Veys
Marais du Cotentin et du Bessin - Baie des Veys este o arie protejată (sit de importanță comunitară — SCI) din Franța întinsă pe o suprafață de 32.974 ha, din care 14 % marine.

## Localizare
Centrul sitului Marais du Cotentin et du Bessin - Baie des Veys este situat la coordonatele 49°22′07″N 1°09′23″W / 49.36861°N 1.15639°V.

## Înființare
Situl Marais du Cotentin et du Bessin - Baie des Veys a fost declarat arie specială de conservare în baza directivei 92/43 din 1992 referitoare la conservarea habitatelor naturale și a faunei și florei sălbatice pentru a proteja 2 specii de plante și 19 specii de animale.

## Biodiversitate
Situată în ecoregiunea atlantică, aria protejată conține 30 de habitate naturale: Ape puternic oligomezotrofe cu vegetație bentonică cu Chara spp., Dune cu Salix repens ssp. argentea (Salicion arenariae), Estuare, Vegetație anuală la limita mareei, Pășuni atlantice udate de apa mării (Glauco-Puccinellietalia maritimae), Dune de coastă fixe cu vegetație erbacee („dune gri”), Pajiști cu Molinia pe soluri calcaroase, turboase sau argilos-nămoloase (Molinion caeruleae), Mlaștini alcaline, Salicornia și alte specii anuale care populează regiunile mlăștinoase și nisipoase, Mlaștini turboase de tranziție și turbării mișcătoare, Pășuni mediteraneene udate de apa mării (Juncetalia maritimi), Ape stătătoare oligotrofe până la mezotrofe, cu vegetație de Littorelletea uniflorae și/sau de Isoëto-Nanojuncetea, Lacuri eutrofice naturale cu vegetație de tip Magnopotamion sau Hydrocharition, Lagune de coastă, Depresiuni intradunale umede, Terase mlăștinoase și terase nisipoase neacoperite de apă la reflux, Mlaștini calcaroase cu Cladium mariscus și specii de Caricion davallianae, Ape oligotrofe din câmpii nisipoase, cu un conținut foarte redus de minerale (Littorelletalia uniflorae), Dune mobile cu vegetație embrionară, Lacuri și iazuri distrofice naturale, Recifuri, Pajiști uscate seminaturale și facies de acoperire cu tufișuri pe substraturi calcaroase (Festuco-Brometalia) (* situri importante pentru orhidee), Liziere de ierburi înalte hidrofile de câmpie și de nivel montan până la alpin, Fânețe de joasă altitudine (Alopecurus pratensis, Sanguisorba officinalis), Turbării active, Bancuri de nisip acoperite în permanență slab de apă marină, Dune mobile de-a lungul țărmului cu Ammophila arenaria („dune albe”), Cursuri de apă de la nivel de câmpie la nivel montan, cu vegetație Ranunculion fluitantis și Callitricho-Batrachion, Depresiuni pe substraturi de turbă de Rhynchosporion, Tufărișuri halofile mediteraneene și termo-atlantice (Sarcocornetea fruticosi).
La baza desemnării sitului se află mai multe specii protejate:
- plante (2): moșișoare (Liparis loeselii), Luronium natans
- amfibieni (1): triton cu creastă (Triturus cristatus)
- mamifere (7): liliac cârn (Barbastella barbastellus), Halichoerus grypus, vidră de râu (Lutra lutra), liliac comun (Myotis myotis), focă obișnuită (Phoca vitulina), liliacul mare cu potcoavă (Rhinolophus ferrumequinum), liliacul mic cu potcoavă (Rhinolophus hipposideros)
- nevertebrate (6): Anisus vorticulus, Coenagrion mercuriale, fluturele auriu (Euphydryas aurinia), Euplagia quadripunctaria, rădașcă (Lucanus cervus), Vertigo moulinsiana
- pești (5): Alosa alosa, Alosa fallax, Lampetra fluviatilis, Petromyzon marinus, somonul (Salmo salar)

Pe lângă speciile protejate, pe teritoriul sitului au mai fost identificate 23 de specii de plante, 1 specie de păsări, 1 specie de mamifere, 1 specie de nevertebrate.